# 帕拉图·拉温德兰·斯里杰什
帕拉图·拉温德兰·斯里杰什（Parattu Raveendran Sreejesh，1988年5月8日—），印度男子曲棍球运动员，2014年亚洲运动会男子曲棍球金牌得主、2018年亚洲运动会男子曲棍球铜牌得主、2020年夏季奥运会男子曲棍球铜牌得主、2022年亚洲运动会男子曲棍球金牌得主。